# Porcellionides antalyensis
Porcellionides antalyensis är en kräftdjursart som först beskrevs av Karl Wilhelm Verhoeff1941.  Porcellionides antalyensis ingår i släktet Porcellionides och familjen Porcellionidae. Inga underarter finns listade i Catalogue of Life.